# ضفيرة سنية علوية
الضفيرة السنية العلوية (بالإنجليزية:Superior Dental Plexus)، هي ضفائر من الأعصاب تقوم بالإمداد الحسي لأسنان الفك العلوي والأنسجة المجاورة، وتتكون من تفرعات من العصب السنخي العلوي الأمامي (ASAN)، والعصب السنخي العلوي الأوسط (MSAN)، والعصب السنخي العلوي الخلفي (PSAN).